# Horan
Horan es un apellido originado en Condado de Galway, Irlanda, y desde allí se expandió hasta el Condado de Mayo.
Gente notable con este apellido es:
- Mike Horan (fútbol americano) (born 1959), jugador en la NFL (National Football League) 1984-99
- Claude Horan (1917), escultor estadounidense
- Hume Horan (1934-2004), diplomático estadounidense
- James Horan (1911-1986), monseñor irlandés
- James Horan (born 1954), actor estadounidense
- John Horan (1908–1971), político canadiense
- John Horan (c. 1800s), jugador de béisbol irlandés
- Johnny Horan (1932–1980), baloncestista estadounidense
- Kate Horan (1975), atleta paralímpico neozelandés
- Marcus Horan (1977), jugador de rugby irlandés
- Monica Horan (1963), actriz estadounidense
- Neil Horan (1947), sacerdote excomulgado irlandés
- Peter Horan (1926) flautista irlandés
- Tim Horan (1970), jugador de rugby australiano
- Tom Horan (1945), crítico de restaurantes
- Tom Horan (1854-1916), jugador de críquet y periodista australiano
- Walt Horan (1898), político estadounidense
- Niall Horan (1993), cantante y miembro de la boyband One Direction